# Pavel Steiner
Pavel Steiner [pavel štajner] (* 1. června 1969 v Domažlicích) byl v letech 1990–2003 profesionální fotbalový brankář, později podnikatel v dopravě; původním povoláním je strojvůdce, po skončení fotbalové kariéry pracoval pro leteckou firmu Bohemia Air, založil společnost Limousine Car Services pro přepravu manažerů limuzínami a poté se svou společností Umbrella byl jednou hlavních postav expanze autobusové společností FlixBus v Evropě, v listopadu 2020 pak získal zakázku na provozování MHD v Jablonci nad Nisou od února 2021. ZAKLADATEL FITNESS CENTRA V ČR CLEVERFIT.

## Fotbalová kariéra
Začínal v Sokole Blížejov, dále hrál za Sokol Milavče a Dynamo Horšovský Týn. Od sezony 1988/89 byl v divizních Přešticích.
V československé lize hrál za FC Dukla Praha. Celkem nastoupil k 8 zápasům, jednou udržel čisté konto. Debutoval ve čtvrtek 29. srpna 1991 v utkání na Bohemians, v němž střídal Petra Kostelníka a které vojáci vyhráli 2:0. V pondělí 30. března 1992 udržel proti témuž soupeři své jediné čisté konto v nejvyšší soutěži, tento zápas na Dukle skončil bez branek. Své poslední prvoligové utkání odchytal v neděli 8. listopadu 1992 v Prešově, domácí zvítězili 2:1.
Od roku 1993 chytal za německé kluby SSV Jahn Regensburg, SpVgg Unterhaching a Stuttgarter Kickers.
V sezoně 1997/98 odehrál 10 zápasů v nejvyšší slovenské soutěži za Petržalku. V ročníku 1998/99 zasáhl do 11 druholigových utkání v dresu Vítkovic. Mezitím byl v řecké Kavale, k utkání nejvyšší řecké soutěže však nenastoupil.
Dále působil v německém třetiligovém Oldenburgu, čínském Matsunichi Guangzhou a izraelském Maccabi Kafr Kanna FC, odkud se vrátil na jaře 2001 do vlasti. Chytal opět za Přeštice, pak se stal hráčem Dobřejovic, odkud hostoval v FC Bohemians Praha a FK Český lev Neštěmice. V roce 2003 se stal hráčem FC Bohemians Praha, kde byl v pozici náhradního brankáře. Odsud hostoval v Libuši a Ďáblicích, nakonec se vrátil do Blížejova.

### Ligová bilance
| Ročník                                   | Zápasy | Góly | Nuly | Klub                  |
| ---------------------------------------- | ------ | ---- | ---- | --------------------- |
| 1. československá fotbalová liga 1991/92 | 4      | 0    | 1    | FC Dukla Praha        |
| 1. československá fotbalová liga 1992/93 | 4      | 0    | 0    | FC Dukla Praha        |
| Mars superliga 1997/98                   | 10     | 0    | -    | FC Artmedia Petržalka |
| CELKEM                                   | 18     | 0    | -    |                       |

## Podnikání v dopravě
Původně vystudoval dopravní průmyslovku v Plzni a pracoval jako strojvedoucí v Chebu a Zdicích. V letech 1990–2003 se věnoval profesionálně fotbalu.
Poté, co kvůli opakovaným zraněním ukončil kariéru ve fotbale se věnoval podnikání v dopravě. Nejprve pracoval pro kamarádovu leteckou firmu Bohemia Air, která nabízela privátní lety, v té době si udělal i pilotní průkaz. Poté založil společnost Limousine Car Services pro přepravu VIP a business klientů limuzínami, přičemž tato společnost měla v době největšího rozkvětu více než sto aut a zajišťovala více než osm tisíc zakázek měsíčně.
V roce 2004 pak pro smluvní autobusovou dopravu založil společnost Umbrella. S ní se po otevření trhu autobusové dálkové dopravy v Německu v roce 2013 stal jako subdodavatel jednou z významných postav expanze autobusové společnosti FlixBus v Evropě, začal s 8 autobusy na lince mezi Českem a Německem. Skupina Umbrella byla v celoevropském měřítku se zhruba 100 autobusy a 300 řidiči jedním z největších dopravců pro FlixBus, kromě toho poskytuje zájezdové a incomingové služby a pronajímá lodě. Po Česku a Německu otevřela společnost v roce 2019 v Kodani novou centrálu pro Skandinávii, pro rok 2020 počítala s novou linkou mezi Prahou a Barcelonou a se zřízením pobočky v Paříži. Intenzivně investuje do městské a příměstské dopravy, v roce 2020 spustila desítky nových linek v německých městech Hamburk a Berlín. V únoru 2020 prodal poloviční podíl ve společnosti Umbrella Invest Group investiční skupině RSBC finančníka Roberta Schönfelda, zůstal však jejím generálním ředitelem. Za cíl si společníci kladli vybudovat z Umbrelly jednoho z regionálních lídrů v oblasti dopravních služeb. Pod Steinerovým vedením získala společnost Umbrella Coach & Buses v listopadu 2020 zakázku na provozování městské autobusové dopravy v Jablonci nad Nisou od 1. února 2021 na dobu dvou let.